# Пишаријело (Казерта)
Пишаријело је насеље у Италији у округу Казерта, региону Кампанија.
Према процени из 2011. у насељу је живело 85 становника. Насеље се налази на надморској висини од 212 м.